# Bioisostère
En chimie pharmaceutique, un bioisostère est un groupe fonctionnel ou un composé chimique possédant des propriétés physiques, chimiques ou biochimiques semblables à celles d'un résidu ou d'une biomolécule, ce qui lui confère une action biologique ou physiologique comparables. On utilise les bioisostères en conception de médicament afin d'accroître l'effet biologique ou physiologique recherché ou de réduire la toxicité du composé parent sans altérer significativement sa structure chimique.
Par exemple, la substitution d'un atome d'hydrogène par un atome de fluor sur un site d'oxydation métabolique d'une molécule peut empêcher cette oxydation de se produire : l'atome de fluor ayant un volume du même ordre que celui d'un atome d'hydrogène, il n'altère pas significativement la géométrie de l'ensemble de la molécule, dont l'activité biologique demeure conservée, mais avec une demi-vie plus longue puisque la molécule ne peut plus être dégradée facilement ; un effet semblable peut être obtenu avec divers autres groupes fonctionnels. Ainsi :
- La demi-vie de la procaïne, un anesthésique local aujourd'hui dépassé, peut être augmentée en remplaçant le groupe ester –COO– par un groupe amide –CONH– pour donner du procaïnamide[2], utilisé comme anesthésique local en odontologie ainsi que comme antiarythmique.
- Un bioisostère de la xanthine, l'oxypurinol, est un inhibiteur de la xanthine oxydase, enzyme qui normalement dégrade la xanthine.

Procaïne, un anesthésique local aujourd'hui obsolète
Procaïnamide, ayant une demi-vie augmentée
Xanthine, dégradée par la xanthine oxydase
Oxypurinol, inhibiteur de la xanthine oxydase

## Bioisostérisme
Le bioisostérisme est une stratégie reposant sur les bioisosyères, utilisée en chimie pharmaceutique pour optimiser la structure d'un composé afin de concevoir de nouveaux composés bio actifs plus intéressants .
Ce concept s'appuie sur le concept d'isostérisme, une notion qui a émergé en 1919 et exprimée par Irving Langmuir selon qui « des comolécules sont (donc) isoptères si elles contiennent le même nombre et le même arrangement des électrons. Les comolécules doivent, dès lors contenir le même nombre d'atomes. La différence entre ces isoptères résident dans la charge des noyaux des atomes constitutifs ». Cette notion qui s'attachait à la similarité des propriétés physico-chimiques (isostérisme strict) s'est élargie à une ressemblance quant aux propriétés vis à vis des réponses biologiques.
Parmi les buts recherchés en pharmacologie, le nouvel analogue se doit d'être caractérisé par une activité améliorée, une pharmacocinétique[Quoi ?] optimisée, des propriétés indésirables réduites et l'augmentation de la sélectivité de la cible.